# 飯塚村 (新潟県)
飯塚村（いいつかむら）は、かつて新潟県三島郡にあった村。

## 沿革
- 1889年（明治22年）4月1日 - 町村制施行に伴い三島郡飯塚村、沢下条村が合併し、飯塚村が発足。
- 1901年（明治34年）11月1日 - 三島郡岩田村と合併し、岩塚村となり消滅。